# Wei He
De Wei (Chinees: 渭河, pinyin: Wèi Hé; W.-G.: Wei Ho) is de grootste zijrivier van de Gele Rivier. Ze heeft een lengte van 818 km en een stroomgebied van 107.000 km². De bron van de Wei ligt dicht bij Weiyuan County (渭源; letterlijk: bron van de Wei) in de provincie Gansu, minder dan 200 km van de Gele Rivier in Lanzhou.
De Wei stroomt door de provincies Gansu en Shaanxi. Aan haar oever ligt de oude keizerstad Chang'an, nu Xi'an.

## Geschiedenis
Het Wei-dal is waarschijnlijk het oudste centrum van de Chinese beschaving. Omstreeks 1045 v.Chr. werd de Shang-dynastie ten val gebracht door de Zhou-dynastie. Volgens de Zhou overlevering waren zij een paar generaties daarvoor in het westelijk stroomgebied van de Wei getrokken. De Zhou hebben de hele tijd hun basisgebied in het Wei-dal behouden al verhuisde de koninklijke residentie in 770 v.Chr. naar het huidige Luoyang. In 350 v.Chr., verhuisde de hoofdstad terug naar de Wei-dal en kwam in Xianyang. Het was ook de hoofdstad van de Qin-dynastie. De eerste keizer Qin Shi Huangdi liet zich begraven ten zuiden van de rivier met zijn terracottaleger. Het dal is ook de locatie van het eerste grote irrigatiewerk van China. Hier ligt het irrigatiesysteem van Dujiangyan dat in de tweede eeuw v.Chr. werd aangelegd en nog steeds functioneert.
Met de Han-dynastie wordt het brongebied van de Wei onderdeel van de Noordelijke Zijderoute, een van de vier 'zijderoutes' van de oudheid. Volgens C. Michael Hogan is het Chinese segment van de Noordelijke Zijderoute "de meest noordelijke route van ongeveer 2600 kilometer, die de oude Chinese hoofdstad Xian verbindt met het westen via de Chinese steden Baoji, Tianshui (bij de brongebieden van de Wei He), Lanzhou, Dunhuang. Deze route doorkruist de provincies Shaanxi en Gansu, alsmede de Xinjiang Oeigoerse Autonome Regio. Dit meest noordelijke deel van de Noordelijke Zijderoute wordt gekenmerkt door een lus ten noorden van de Taklamakan." Aan het begin van de Oostelijke Han-dynastie in 25 na Chr. verhuisde de hoofdstad weer naar Luoyang. 